# Масонски храм
Масонският храм е ритуална зала, в която се извършват масонските обреди. Във възприятието на свободните зидари, ритуалната зала не е само храм, но и работилница, в която се възприема масонската доктрина, като „изкуство на живота“.
Масонският храм се разполага по оста „изток – запад“, като източната му част е отредена за първомайстора на ложата и непосредствените му помощници. В противоположната, западна страна, бдят двама стражи – вътрешен и външен, за да бъде предотвратен всякакъв достъп на непосветени в храма. Покрай северната и южната страна на просторната ритуална зала, са поставени скамейки, на които седят незаетите служебно свободни зидари.
Пред западната страна се възвисяват двете обредни колони – Боаз и Яхин, които символизират огъня, и водата, и наподобяват устройството на Соломоновия храм. Подът в ритуалната зала е на бели и черни квадрати.